# Reedukacja przez pracę
Reedukacja przez pracę (chiń: laodong jiaoyang 劳动教养, skrót: láojiào 劳教) – pojęcie oznaczające jedną z form odbywania kary pozbawienia wolności w ramach systemu karnego w Chińskiej Republice Ludowej. Reedukacja przez pracę odbywana jest w ośrodkach pracy przymusowej, funkcjonujących odrębnie od zwyczajnego systemu więziennictwa. Chociaż w ChRL do pracy zmuszani są wszyscy osadzeni, system "reedukacja przez pracę" stosowany jest głównie wobec sprawców przestępstw mniejszej wagi takich, jak np. zwykła kradzież, prostytucja lub zażywanie narkotyków. Okres przebywania w tego typu zakładzie karnym nie przekracza czterech lat.
Organizacje propagujące ochronę praw człowieka krytykują ten system jako jedną z form represji skierowanych wobec opozycji stosowanych przez komunistyczny rząd Chin. W zakładach tego typu często osadzani są między innymi duchowni różnych wyznań, nie zgadzający się z polityką reżimu.
Często jednak podnoszone są argumenty przeciw zwolennikom abolicji tego systemu, że kary w zakładzie systemu "reedukacja przez pracę" są zdecydowanie mniejsze niż pozostałe kary stosowane w chińskim systemie prawnym. Oprócz tego dysydenci stanowią nie więcej niż kilka procent osadzonych w tych zakładach.